# Người Mỹ gốc Hispano và Latino
Người Mỹ gốc Hispano và Latino (tiếng Anh: Hispanic and Latino Americans, tiếng Tây Ban Nha: Estadounidenses hispanos y latinoamericanos) là những người Mỹ có nền tảng, văn hóa hoặc nguồn gốc gia đình là người Tây Ban Nha hoặc người Mỹ Latinh. Hoa Kỳ có dân số Latino và Hispano lớn nhất bên ngoài khu vực Mỹ Latinh. Nói chung, nó bao gồm tất cả những người ở Hoa Kỳ tự xác định là người gốc Hispano hoặc người Mỹ Latinh, cho dù là toàn bộ hay một phần tổ tiên.
Đối với điều tra dân số Hoa Kỳ năm 2010, những người được coi là "người gốc Hispano" hoặc "người Mỹ Latinh" là những người được xác định là một trong những loại bảng gốc Hispano hoặc Mỹ Latinh cụ thể được liệt kê trong bảng câu hỏi điều tra dân số ("México", "Puerto Rico" hoặc "Cuba") họ là "người Mỹ, Hispano, hay Mỹ Latinh". Nguồn gốc quốc gia được phân loại là gốc Hispano hoặc Latinh của Cục điều tra dân số Hoa Kỳ như sau: Argentina, Cuba, Colombia, Puerto Rico, Tây Ban Nha, Dominica, México, Costa Rica, Guatemala, Honduras, Nicaragua, Salvador, Bolivia, Chile, Ecuador, Paraguay, Peru, Uruguay và Venezuela. Các cơ quan chính phủ Hoa Kỳ có các định nghĩa hơi khác nhau về thuật ngữ này, bao gồm cả người Brasil và các nhóm nói tiếng Bồ Đào Nha khác. Cục điều tra dân số sử dụng các thuật ngữ gốc Hispano và Latino thay thế nhau.

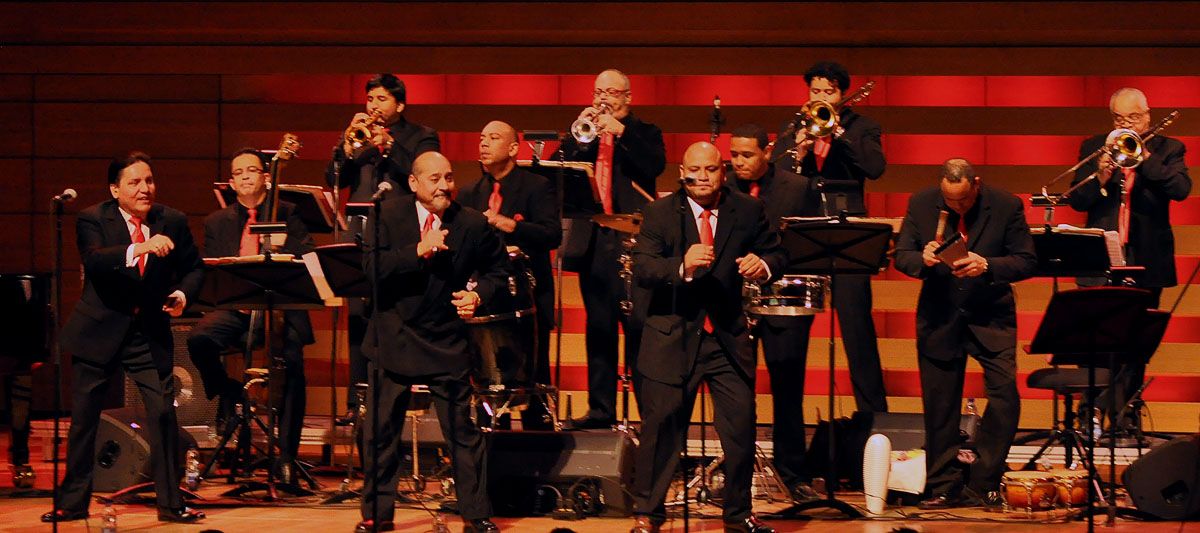
Dàn nhạc Spanish Harlem Orchestra đang biểu diễn Manhattan. Thành phố New York là quê nhà của hơn 3 triệu người Mỹ Latinh, là nơi có số dân người Mỹ Latinh cao hơn bất kỳ thành phố nào ngoài tại khu vực Mỹ Latinh hoặc tại Tây Ban Nha

## Từ nguyên
Các thuật từ Hispano và Latino đề cập tới một sắc tộc. Với một số người, sự khác biệt giữa Hispanic (Hispano) và Latino không rõ ràng. Cục Thống kê Dân số Hoa Kỳ đồng nhất hai thuật từ này với nhau, và định nghĩa chúng cho bất cứ ai tới từ Tây Ban Nha hoặc tới từ các nước thuộc châu Mỹ nói tiếng Tây Ban Nha hoặc tiếng Bồ Đào Nha.

## Lịch sử
"Nguồn gốc" có thể được xem như là tổ tiên, quốc tịch, dòng dõi hoặc quốc gia sinh của người đó hoặc cha mẹ hoặc tổ tiên của người đó trước khi họ đến Hoa Kỳ. Những người xác định là người Hispano, Hispano hoặc Latinh có thể thuộc bất kỳ chủng tộc nào. Là nhóm dân tộc duy nhất được chỉ định cụ thể ở Hoa Kỳ (trừ người không phải gốc Hispano/Mỹ Latinh). Người gốc Hispano tạo thành một dân tộc có sự kết hợp đa dạng giữa các dân tộc di sản văn hoá và ngôn ngữ liên quan. Hầu hết người Mỹ gốc Hispano là người México, Puerto Rico, Cuba, El Salvador, Dominica, Guatemala hoặc Colombia. Nguồn gốc chủ yếu của quần thể gốc Hispano khu vực rất khác nhau ở các địa điểm khác nhau trên toàn quốc.
Người Mỹ gốc Hispano là nhóm dân tộc phát triển nhanh thứ hai theo tỷ lệ tăng trưởng phần trăm ở Hoa Kỳ sau người Mỹ gốc Á. Người gốc Hispano/Mỹ Latinh là nhóm dân tộc lớn thứ hai ở Hoa Kỳ, sau khi người da trắng không phải gốc Hispano (một nhóm, như Hispania và Mỹ Latinh, bao gồm hàng tá nhóm phụ có nguồn gốc quốc gia khác nhau) gốc Hispano đã sống trong những gì bây giờ là Hoa Kỳ liên tục kể từ khi thành lập nước St. Augustine bởi người Tây Ban Nha trong 1565. Sau khi thổ dân châu Mỹ, gốc Hispano là nhóm dân tộc lâu đời nhất để sinh sống nhiều hôm nay là Hoa Kỳ. Nhiều người có tổ tiên người Mỹ bản địa. Tây Ban Nha chiếm đóng các khu vực rộng lớn của ngày nay là Tây Nam Hoa Kỳ và phía Tây, cũng như Florida. Nó bao gồm California, New Mexico, Nevada, Arizona và Texas ngày nay, tất cả đều là một phần của Cộng hòa México từ sự độc lập của nó vào năm 1821 cho đến khi kết thúc Chiến tranh Hoa Kỳ-México năm 1848. Ngược lại, những người nhập cư gốc Hispano đến New York-New Jersey bắt nguồn từ một dải rộng các quốc gia Mỹ Latinh.

## Thành phần
Một nghiên cứu được công bố vào năm 2015 trên Tạp chí American Genetics Genetics, dựa trên dữ liệu 23andMe từ 8.663 người Latinh tự mô tả, ước tính rằng người gốc Latinh ở Hoa Kỳ mang theo 65,1% tổ tiên châu Âu, 18,0% người Mỹ bản địa, và 6,2% người châu Phi tổ tiên. Nghiên cứu cho thấy những người Latinh tự mô tả từ Tây Nam, đặc biệt là những người dọc theo biên giới México, có mức độ trung bình cao nhất của tổ tiên người Mỹ bản địa.